# 柴田健治
柴田 健治（しばた けんじ、1916年11月14日 - 1984年3月9日）は、日本の政治家。日本社会党衆議院議員（4期）。

## 経歴
岡山県出身。1930年、倭文村（現津山市）秀実尋常高等小学校を卒業した。1946年に日本社会党に入党した。1948年8月2日に第5代倭文村長に就任した。1951年3月31日に村長を退任した。同年に岡山県議会議員選挙に久米郡選挙区から社会党で立候補して、当選した。1967年1月1日に辞職するまで4期務めた。同年の第31回衆議院議員総選挙で岡山1区から立候補して当選し4期務めた。この間、社会党岡山県本部委員長や党農林水産部会長などを務めた。1980年の第36回衆議院議員総選挙で落選。1982年12月に政界を引退した。このほか日本消防協会副会長なども務めた。
1984年3月9日4時17分、腎不全のため死去した。67歳没。同月13日、特旨を以て位記を追賜され、死没日付で従四位勲二等に叙され、瑞宝章を追贈された。